# Pioneer–6
Pioneer–6 (angolul: úttörő) amerikai mesterséges bolygó, amelyet a Pioneer-program keretében indították a Vénusz felé, bolygóközi szonda.

## Küldetés
Kutatási cél a Föld és a Vénusz közötti tér kozmikus sugárzás intenzitásának mérése, a bolygóközi tér és a napszél tanulmányozása, a rádióhullámok terjedésének vizsgálata.

## Jellemzői
1965. december 16-án a Air Force Missile Test Center indítóállomásról egy Delta-E hordozórakétával, direkt módszer alkalmazásával indították.
Hasznos tömege 146 kilogramm. Műszerrekesze egy 94 centiméter átmérőjű és 89 centiméter magas henger. Az energiaellátást a testre szerelt napelemekkel kombinált akkumulátorok biztosították. A szonda forgásstabilizált, 60 fordulat/perc. Műszerei: háromtengelyű magnetométer, kozmikus sugárzás-teleszkóp, elektrosztatikus analizátor, rádióvevő. A mérések eredménye négyféle adathordozó segítségével, tárolt illetve közvetlen formában érkezett a Földre. A műszerrekeszből három stabilizáló rúd nyúlik ki, az egyiken magnetométer található. Az alsó fedőlapra volt szerelve az irányítható antenna.
1995 decemberében megszakadt vele a kapcsolat, de 1996 júliusában aktivizálni tudták. 2000. december 8-án 35 év után 2 órás kapcsolatot követően megszűnt a további adás.

## Külső hivatkozások
- Pioneer–6. nasa.gov. (Hozzáférés: 2012. december 30.)
- Pioneer–6. lib.cas.cz. [2013. október 13-i dátummal az eredetiből archiválva]. (Hozzáférés: 2012. december 30.)
- Pioneer–6. skyrocket.de. (Hozzáférés: 2012. december 30.)

| Elődje: Pioneer–5 | Pioneer-program 1965–1978 | Utódja: Pioneer–7 |